# Museum der Toleranz

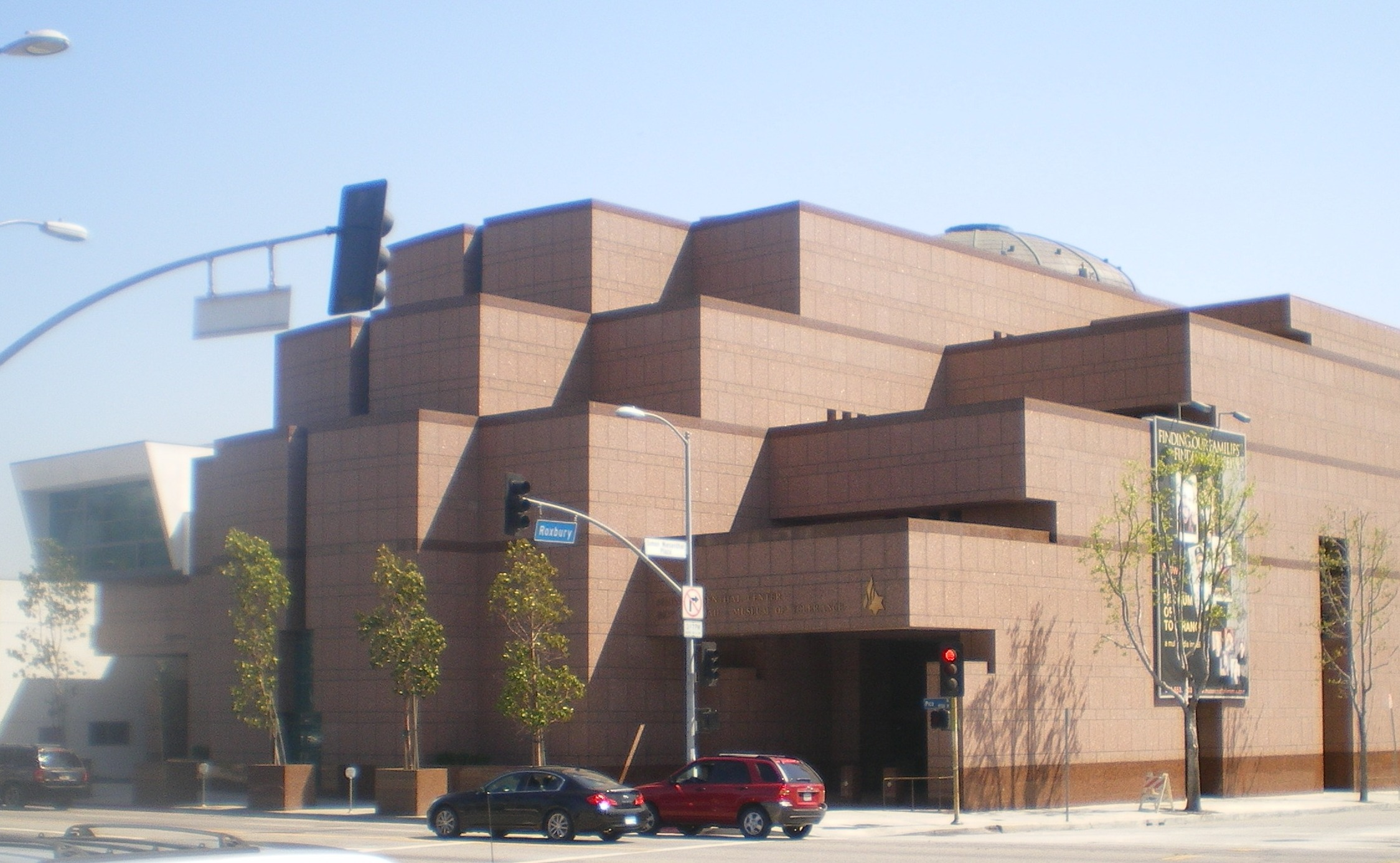
Museum der Toleranz, 2008

Das Museum der Toleranz des Simon Wiesenthal Centers ist ein Museum in Los Angeles, entworfen von Maxwell Starkman (1921–2004) und eröffnete im Jahr 1993.
Zwei zentrale Themen werden dort besonders zur Darstellung gebracht, die Dynamik des Rassismus und des Vorurteils in Amerika und die Geschichte des Holocaust.
Das Wiesenthal-Zentrum plant auch, ein „Museum der Toleranz“ in Jerusalem zu errichten.[veraltet]

## Das Museum in Los Angeles
Die Museums-Abteilungen sind:
- Das Toleranzzentrum. Hier werden Besuchern die Grundsätze der Intoleranz gezeigt, die „Teil des täglichen Lebens“ sind.
- Die Holocaust-Abteilung. In dieser Abteilung werden die Besucher Zeuge einiger Ereignisse des Zweiten Weltkrieges, Aufstieg und Fall des Dritten Reichs und der Befreiung von der Diktatur. Jeder Besucher erhält einen Foto-Pass eines Kindes, dessen Biographie durch den Holocaust beeinflusst wurde. Bis zum Ende der Ausstellung ist dieser Pass und weitere Informationen vollständig und das ganze Schicksal des Kindes offenbart.
- Das Multimedia Lernzentrum. Diese Abteilung ist dem Lernen und der Recherche mit Hilfe von Computern gewidmet. Das Multimedia Lernzentrum ist online zu benutzen.
- Ausstellungsstücke und Dokumente des Holocaust. Die Archive und Dokumente beinhalten:
  - originale Briefe von Anne Frank
  - Kunst aus dem KZ Theresienstadt
  - eine „Bettstatt“ des Todeslagers Majdanek
  - Ausstellungsstücke aus Auschwitz
  - eine Flagge, genäht von Insassen des KZ Mauthausen für ihre amerikanischen Befreier
- Erinnerungen der Überlebenden. Die Holocaust-Überlebenden und ihre persönlichen Erinnerungen sind ein integraler Bestandteil des Simon Wiesenthal Centers. Durch die Bewahrung dieser Aufzeichnungen konnten schon Hunderttausende die Berichte der Zeugen des grausamen Holocaust hören.

## Pläne für Jerusalem
Im Jahr 2004 kündigte das Wiesenthal-Zentrum an, in Jerusalem ebenfalls ein „Museum der Toleranz“ zu bauen. Für den Bau sollte der jahrhundertealte islamische Mamilla-Friedhof zerstört werden, auf dem zahlreiche wichtige islamische Gelehrte und Heilige bestattet sind, obwohl dem Museum auch andere Orte für den Bau angeboten worden waren.
In den israelischen Medien und u. a. vom Israel-Preisträger Yehoshua Ben-Arieh wurde nicht nur die Zerstörung des Friedhofes kritisiert, sondern auch die Architektur des Museums. Frank Gehry hatte die Anlage gestaltet, die wie eine Obstschale aussehen sollte, zog sich jedoch im Januar 2010 von dem Projekt zurück. Die Bauarbeiten für das umstrittene Museum wurden mehrmals durch Gerichtsverfahren aufgeschoben. Am 19. November 2008 schrieb eine Gruppe jüdischer und muslimischer Aktivisten in den USA einen Brief an das Wiesenthal-Zentrum, in dem sie forderten, die Zerstörung des Friedhofes und den Bau des Museums einzustellen. Am 10. Februar 2010 trugen fünfzehn alteingesessene Familien aus Jerusalem, deren Verwandte auf dem Friedhof bestattet sind, den Fall der UNO in Genf vor. Der Friedhof wurde weitgehend zerstört und der Bauplatz wird derzeit streng bewacht.

## Trivia
- In der South Park Folge Todescamp der Toleranz (Originaltitel: The Death Camp of Tolerance; Staffel 6; Folge 14) wurde das Museum der Toleranz parodiert.[11][12]
- Im Filmdrama Freedom Writers, welcher auf die wahre Geschichte von Erin Gruwell beruht, nimmt der Besuch des Museums der Toleranz eine wichtige Rolle ein.[13][14]